# Yellow Fever
A Yellow Fever az Odaát című televíziós sorozat negyedik évadjának hatodik epizódja.

## Cselekmény
A Winchester fiúk a coloradoi Rock Ridge-be érkeznek, hogy különös halálesetek után nyomozzanak: az elmúlt néhány napban ugyanis több teljesen egészséges ember is meghalt szívrohamban, haláluk előtt pedig teljesen furán viselkedtek.
A fivérek FBI-ügynöknek adják ki magukat, kikérdezik a helyi Seriffet, és a legújabb áldozat -Frank O'Brien- boncolásánál is részt vesznek, ahol a fiúk a boncmester jóvoltából érintkeznek a holttesttel, akinek kezén horzsolásnyomok találhatók.
Dean és Sam beszélnek O'Brien volt szomszédjával, aki elmeséli nekik, hogy Frank nagyon szeretett szemétkedni az emberekkel, halála előtt pedig mindentől rettegni kezdett.
Időközben Dean is furán kezd viselkedni, mindentől félni kezd, a kezén az áldozatokhoz hasonlóan horzsolás kezd mutatkozni, ráadásul az EMF-mérő is jelezni kezd a környezetében. Sam Bobby segítségét kéri telefonon, akinek segítségével sikerül kideríteni, hogy egy bizonyos szellem által terjesztett kór áll a háttérben, Dean pedig valószínűleg ezt akkor kapta el, mikor érintkezett Frank holttestével.
Mikor Dean fadarabkákat kezd öklendezni, a fiúk ellátogatnak egy helyi fatelepre, ahol azonban egy szellem támad rájuk, akiről később kiderül, hogy Luther Garlandnak hívják.
Dean és Sam meglátogatják Luther testvérét, akitől sok hasznos információt megtudnak: Luther egy hatalmas, ám jószívű ember volt, aki a fatelepen dolgozott, az emberek azonban rettegtek tőle. Mikor Luther egyik munkatársa, Frank O'Brien felesége eltűnt (valójában öngyilkos lett), Frank azt hitte, Luther valamit csinált vele, ezért a fatelepen elfogta a férfit, autójához láncolta, majd addig vontatta, míg meg nem halt. O'Brient pedig nem ítélték el, hiszen annak idején nagy befolyása volt a város vezetői között.
Mikor Sam közli, hogy szerinte lehetetlen megtalálni és felégetni Luther maradványait, Dean felkapja a vizet, és otthagyja öccsét, ám később mégis visszatér hozzá. Mivel bátyjának már csak néhány órája van hátra a végső szívrohamig, Sam a városba hívatja Bobby-t, és egy tervet eszelnek ki a szellem elpusztítására.
Míg a szintén fertőzött Seriff meghal, és Dean szívrohamát is egy hallucináció, Lilith próbálja meg meggyorsítani, Sam csaliként használja önmagát, így sikerül láncba fognia Luther szellemét, akit ezután Bobby egy autó segítségével végighúz a telepen, elpusztítva ezzel a kísértetet.
Dean újra a régi lesz, Bobby pedig magára hagyja a fiúkat, és visszaindul roncstelepére…

## Természetfeletti lények

### Szellem
A szellem egy olyan elhunyt ember lelke, ki különös halált halt, és lelke azóta az élők közt kísért, általában egy olyan helyen, mely fontos volt az illetőnek földi életében. Szellemekből sok van: kopogószellem, bosszúálló szellem, vagy olyan szellem, mely figyelmezteti az embereket egy közelgő veszélyre.

### Luther Garland szelleme
Luther egy hatalmas termetű ember volt, aki egy fatelepen dolgozott. Minden ember rettegett tőle, kivéve munkatársnője, Frank O'Brien felesége. Mikor azonban a nő eltűnt -később kiderült, öngyilkos lett-, Frank azt hitte, Luther tett vele valamit, így a fatelepen elfogta a férfit, autójához láncolta, és addig vontatta, míg meg nem halt. O'Brient pedig nem ítélték el, hiszen nagy befolyása volt a város vezetői között.
Luther szelleme azonban a történtek után visszatért, és egy általa terjesztett kórral elkezdte megölni a halálával kapcsolatban lévő embereket. A fertőzés egy kézfogással is képes volt terjedni, miután pedig ezt valaki megkapta, lassan átélte ugyanazt a fájdalmat, amit Luther annak idején, végül szívrohamban elhunyt.
A fertőzést pedig csupán egyféle módon lehetett megakadályozni: el kellett pusztítani Luther szellemét.

## Időpontok és helyszínek
- 2008. október – Rock Ridge, Colorado

## Zenék
- Survivor – Eye of the Tiger

## Külső hivatkozások
- Supernatural-Yellow Fever az Internet Movie Database oldalon (angolul)